# 水居站
水居站（日语：／ Mizui eki */?）是位於福井縣坂井市三國町水居，越前鐵道的三國蘆原線車站。車站編號為E41。

## 歷史
- 1929年1月30日：三國蘆原電鐵車站啟用。
- 1942年9月1日：京福電氣鐵道（京福）收購合併三國蘆原電鐵[1][2]，成為三國蘆原線的車站。
- 2001年6月25日：由於越前本線事故（日语：京福電気鉄道越前本線列車衝突事故），京福電氣鐵道被勒令停運所有路線，本站亦被暫停服務[3][4]。
- 2003年：

- 2月1日：車站設施轉讓至越前鐵道。
- 8月10日：路線重開。

- 2024年10月11日：越前鐵道及福井鐵道均可使用ICOCA及全國通用IC卡付款[7][8]。

## 車站構造
車站是一座地面車站，設有1面1線單式月台，月台位於路軌南邊。站內設有候車室。月台上曾設設有上蓋，後來被風吹走了。站名牌設置於候車室牆上。車站入口分別設於候車室西邊（三國方向）和東邊。在月台後方設有單車停泊場和停車場（9架）。

## 使用狀況
在「令和4年坂井市統計年報」中，以下為1日平均乘車人次：
| 乘車人次變化 | 乘車人次變化 |
| 年度         | 1日平均人次  |
| ------------ | ------------ |
| 2003年       | 26           |
| 2004年       | 41           |
| 2005年       | 34           |
| 2006年       | 34           |
| 2007年       | 36           |
| 2008年       | 36           |
| 2009年       | 31           |
| 2010年       | 28           |
| 2011年       | 27           |
| 2012年       | 25           |
| 2013年       | 25           |
| 2014年       | 27           |
| 2015年       | 32           |
| 2016年       | 32           |
| 2017年       | 36           |
| 2018年       | 33           |
| 2019年       | 29           |
| 2020年       | 21           |
| 2021年       | 21           |

## 車站周邊
車站入口西南方設有村落，北方設有福井縣坂井合同廳舍（福井縣坂井縣稅諮詢室、福井縣坂井農林綜合事務所、福井縣三國土木事務所）。另外附近設有廣寬的田園。

## 相鄰車站
越前鐵道
■三國蘆原線
□快速（只有上行班次）
通過
■普通
蘆原湯之町（E40）－水居（E41）－三國神社（E42）

## 注腳
1. ↑  朝日 2011，第8頁.
2. ↑  京福 2003，第29頁.
3. 1 2 3  朝日 2011，第9頁.
4. ↑  京福 2003，第34頁.
5. ↑  京福 2003，第143頁.
6. ↑  安田・松本 2017，第10頁.
7. ↑  えちぜん鉄道と福井鉄道 交通系ＩＣカード導入１０月１１日〜 （页面存档备份，存于），NHK News，2024年9月22日。
8. ↑  えちぜん鉄道と福井鉄道が交通系ICカード導入　10月11日からICOCA、Suicaなどでキャッシュレス決済対応 （页面存档备份，存于），福井新聞，202年9月7日。
9. ↑  「15.交通・通信」，令和4年坂井市統計年報，第106頁 （页面存档备份，存于）。
10. ↑  國土數値情報　駅別乗降客數データ （页面存档备份，存于） - 統計情報リサーチ，2024年2月11日閱覽。
11. 1 2 3 4 5 6   (PDF). 坂井市情報企画課. 2019-06-04  [2020-06-14]. （原始内容 (PDF)存档于2020-11-08） （日语）.

## 外部連結
- 水居站 （页面存档备份，存于）（日語） - 越前鐵道